# Satoru Sayama
Satoru Sayama (佐山聡, Sayama Satoru) (né le 27 novembre 1957 à Shimonoseki) est un catcheur (lutteur professionnel) et promoteur d'arts martiaux mixtes et de catch japonais, plus connu sous le nom de Tiger Mask ou First Tiger Mask.
Il est d'abord catcheur à la New Japan Pro Wrestling sous son véritable nom avant de lutter sous un masque sous le nom de Tiger Mask. Ce gimmick s'inspire du héros d'un manga japonais éponyme d'Ikki Kajiwara.
C'est sous ce nom qu'il devient populaire et remporte le championnat des poids lourd-légers de la World Wrestling Federation à trois reprises en plus d'être champion du monde des poids lourd-légers de la National Wrestling Alliance à deux reprises.
Il arrête sa carrière en 1985 et créé ensuite le Shooto, sa fédération d'arts martiaux mixtes. Il continue de faire des apparitions sporadiques comme catcheurs dans les années 1990 et 2000.
En 2005, il lance sa propre fédération de catch qu'il nomme Real Japan Pro Wrestling.

## Jeunesse
Sayama est un fan de catch et notamment de Mil Máscaras, un catcheur mexicain qui vient régulièrement au Japon. Il fait de la lutte et du judo au lycée.

## Carrière de catcheur

### Débuts (1976-1980)
Sayama s'entraine au dojo de la New Japan Pro Wrestling et commence sa carrière en 1976. Antonio Inoki, le promoteur de la New Japan, le trouve trop frêle (Sayama pèse alors 160 lb (73 kg)) et l'envoie en Grande-Bretagne puis au Mexique. Il lutte alors sous le nom de Sammy Lee et les promoteurs de catch britannique le présente comme une star du cinéma d'action asiatique,. Durant cette période, il fait équipe avec Big Daddy.
C'est au Mexique et plus précisément à l'Empresa Mexicana de la Lucha Libre qu'il commence à faire parler. Il force Alfonso Dantés à se faire couper les cheveux après l'avoir vaincu dans un Hair vs. Hair match le 15 juin 1979. Il remporte le 9 septembre le championnat du monde des poids moyens de la National Wrestling Alliance après sa victoire face à Ringo Mendoza. Il fait équipe avec Mendoza le 30 novembre durant le tournoi Torneo Relampago de Parejas qu'ils gagnent en éliminant Sangre Chicana et Tony Salazar puis Alfonso Dantes et El Satanico en finale. Son règne de champion du monde des poids moyens prend fin le 28 mars 1980 après sa défaite face à El Satanico.

### Tiger Mask à la New Japan Pro Wrestling (1981-1983)
De retour au Japon, on lui demande de lutter sous le masque de Tiger Mask, un gimmick issu du manga éponyme d'Ikki Kajiwara. Il impressionne le public pour son premier combat sous ce nouveau nom de ring le 23 avril 1981 face à Dynamite Kid. Il démasque Masked Hurricane après sa victoire dans un Mask vs. Mask match le 8 octobre. En fin d'année, le magazine Tokyo Sports lui décerne le prix du catcheur le plus populaire.
En décembre 1981, Tatsumi Fujinami rend son titre de champion des poids lourd-légers de la World Wrestling Federation (WWF) pour passer dans la catégorie des poids lourd. La New Japan Pro Wrestling qui utilise ce titre décide de faire de Tiger Mask le nouveau champion après sa victoire face à Dynamite Kid le 1er janvier 1982. Il défend son titre avec succès face à Dynamite Kid le 28 janvier puis face à Bret Hart le 5 février,.En avril, il se blesse et doit rendre son titre ; Black Tiger (en) lui succède le 6 mai. 
De retour de blessure, il devient champion du monde des poids lourd-légers de la National Wrestling Alliance (NWA) après sa victoire face à Les Thornton (en). Dès le lendemain, il met fin au règne de Black Tiger. Il se retrouve à nouveau face à Dynamite Kid le 5 août et conserve son titre de champion de la WWF. En fin d'année, le Wrestling Observer Newsletter désigne ce match comme étant le meilleur de l'année. Il part ensuite aux États-Unis à la World Wrestling Federation à l'automne et y affronte le 25 novembre Eddie Gilbert (en) dans un match de championnat dont Tiger Mask sort vainqueur. En fin d'année, Tiger Mask reçoit de nombreuses récompenses : Pro Wrestling Illustrated le désigne comme étant le 2e rookie de l'année, Tokyo Sports lui décerne le prix du Most Valuable Player (meilleur catcheur) de l'année et du catcheur technique de l'année tandis que le Wrestling Observer Newsletter lui décerne les prix de catcheur technique et catcheur aérien de l'année,. 
Le 3 avril 1983, Tiger Mask se blesse au cours d'un match par équipe et doit rendre ses ceintures de champion des poids lourd-légers de la WWF et de champion du monde des poids lourd-légers de la NWA,. Il affronte une dernière fois Dynamite Kid le 21 avril et ce combat se conclut sur un double décompte à l'extérieur. Ce match est d'excellente qualité et Dave Meltzer qui est journaliste et fondateur du Wrestling Observer Newsletter donne à ce match la note maximale de cinq étoiles ce qui est une première. Il est à nouveau champion du monde des poids lourd-légers de la NWA le 2 juin en battant Kuniaki Kobayashi. Il part au Mexique et récupère le championnat des poids lourd-légers de la WWF dix jours plus tard dans match au meilleur des trois tombés face à Fishman (en). En août, Sayama annonce sa retraite car il en a assez des tensions en coulisses.

### Universal Wrestling Federation (1984-1985)
Sayama rejoint la Universal Wrestling Federation (UWF), une fédération de catch pratiquant le shoot wrestling, en 1984 et commence par lutter sous son propre nom avant d'utiliser celui de The Tiger puis Super Tiger,. En coulisses, des tensions apparaissent entre Akira Maeda, le fondateur de l'UWF, et Sayama. Maeda souhaite mettre l'accent sur les prises de soumission dans cette fédération tandis que Sayama veut mettre en valeur un style plus proche des arts martiaux. Cela donne lieu à un combat les opposant le 2 septembre 1985 qui tourne à l'affrontement réel. Super Tiger remporte ce match par disqualification après s'être fait cassé le nez par Maeda. Sayama quitte l'UWF peu de temps après cet affrontement pour fonder le Shooto.

### Diverses fédérations (1994-2014)
Sayama reprend sa carrière de catcheur le 1er mai 1994 à la New Japan Pro Wrestling durant Wrestling Dontaku. Il affronte ce jour-là Jushin Liger qui est le meilleur catcheur de la division des poids lourd-légers et ce combat se conclut par une égalité après dix minutes où il s'est passé pas grand chose sur le ring.

## Style de catch
Sayama a un style aérien assez technique. Il s'inspire notamment de Mil Máscaras et invente des prises comme le Tiger feint kick. Ses matchs face à Dynamite Kid sont des classiques pour les fans de catch,. Lui et Dynamite Kid innovent pour l'époque en se projetant mutuellement en dehors du ring alors que ces prises de risques sont interdites dans d'autres fédération.

## Palmarès

### Titres et distinctions
- Empresa Mexicana de la Lucha Libre
  - 1 fois champion du monde des poids moyens de la National Wrestling Alliance[7]
  - Torneo Relampago de Parejas le 30 novembre 1979[8]
- National Wrestling Alliance (NWA)
  - 2 fois champion du monde des poids lourd-légers de la NWA[21]
- Real Japan Pro Wrestling (RJPW)
  - 1 fois champion légende de la RJPW[30]
- Tokyo Pro Wrestling (TWA)
  - 1 fois champion du monde par équipes de la TWA avec Yoji Anjo[31]

- World Wrestling Federation (WWF) et New Japan Pro Wrestling[a]
  - 3 fois champion des poids lourd-légers de la WWF[20]

### Résultats des matchs à enjeu (Luchas de apuestas)
| # | Vainqueur (enjeu)       | Perdant (enjeu)           | Date           | Lieu   | Notes                                       |
| - | ----------------------- | ------------------------- | -------------- | ------ | ------------------------------------------- |
| 1 | Satoru Sayama (cheveux) | Alfonso Dantés (cheveux)  | 15 juin 1979   | Mexico | Dans un match au meilleur des trois tombés. |
| 2 | Tiger Mask (masque)     | Masked Hurricane (masque) | 8 octobre 1981 | Tokyo  |                                             |

## Récompenses des magazines
- Pro Wrestling Illustrated
  - 2e rookie de l'année 1982[19]
- Tokyo Sports
  - Prix de la popularité 1981[12]
  - Most Valuable Player de l'année 1982[12]
  - Prix du catcheur technique de l'année 1982[12]
  - Meilleur catcheur aérien de l'année 1983[12]
- Wrestling Observer Newsletter
  - Match de l'année 1982 face à Dynamite Kid le 5 août[17]
  - Meilleur catcheur technique de l'année 1982[19]
  - Meilleur catcheur aérien de l'année 1982[19]
  - Meilleur catcheur technique de l'année 1983[19]
  - Meilleur catcheur aérien de l'année 1983[19]
  - Membre du Wrestling Observer Hall of Fame (promotion 1996)[19]

| # | Résultat                      | Adversaire   | Évènement                        | Date          | Durée | Lieu                     | Notes                                                                                               |
| - | ----------------------------- | ------------ | -------------------------------- | ------------- | ----- | ------------------------ | --------------------------------------------------------------------------------------------------- |
| 1 | Double décompte à l'extérieur | Dynamite Kid | NJPW Big Fight Series 2 - Day 19 | 21 avril 1983 | 22:10 | Ryōgoku Kokugikan, Tokyo | Dans un match sans enjeu. Il s'agit du premier match cinq étoiles du Wrestling Observer Newsletter. |